# SK Raspenava

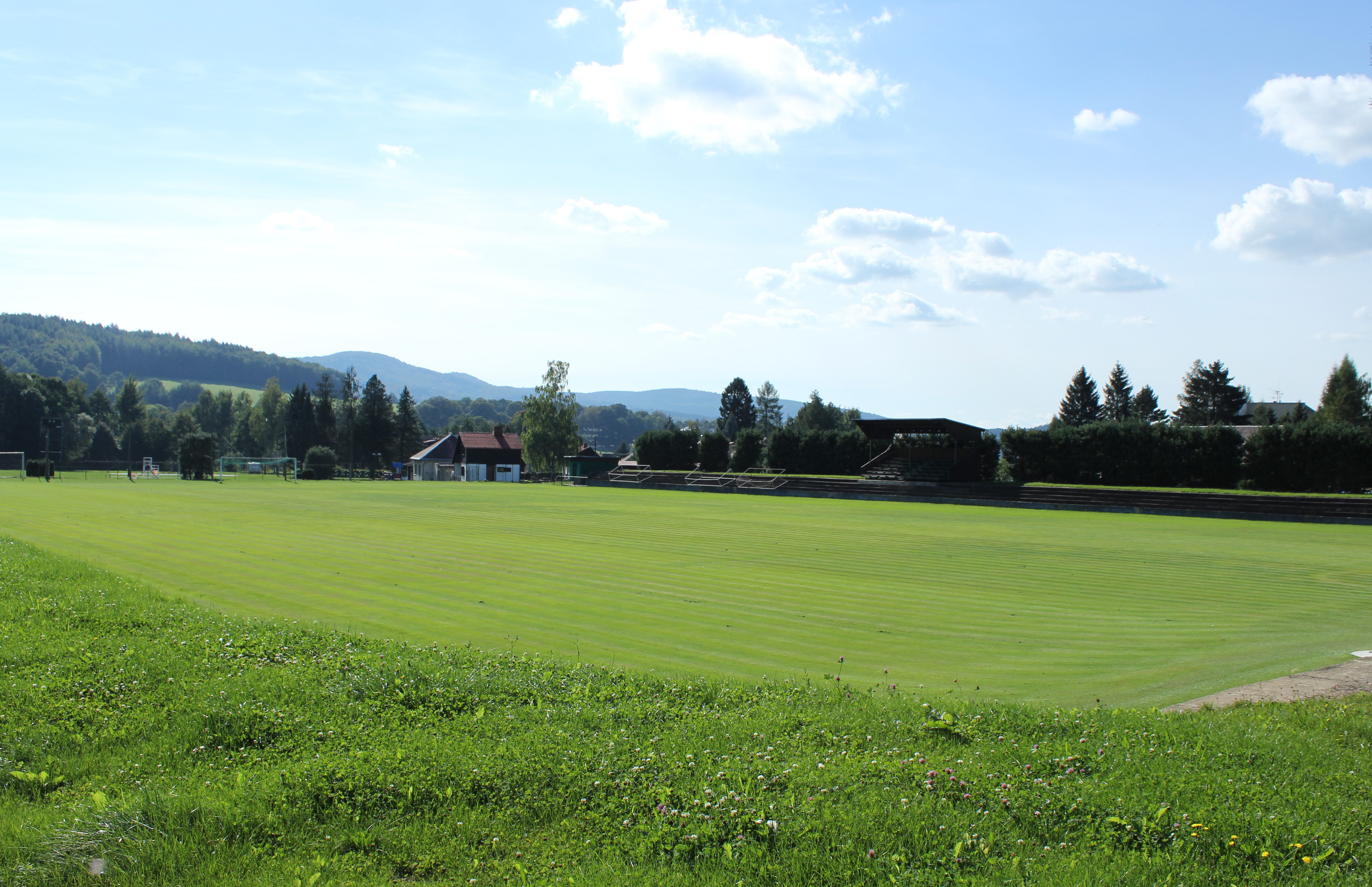
Hřiště, na němž hrají fotbalisté své zápasy

SK Raspenava je fotbalový klub z Raspenavy, města ve Frýdlantském výběžku na severu Libereckého kraje. Založen byl v roce 1945. Klub sestává ze tří družstev, a sice mužů „A“, „B“ a oddílů žáků. O zdejší mladé fotbalisty pečují trenéři Lubomír Berko spolu s Leošem Pavlištou. Berko, ročník narození 1956, stále hraje za muže „B“ a dokonce jim dělá i kapitána. Ke zdejším hráčům patřili například Karel Martinů, Petr Mussil, Josef Koprnický či Luboš Malinský.
Fotbalisté své zápasy hrají na hřišti v raspenavské ulici U Stadionu. S ohledem na kvalitu zdejšího pažitu využívají tuto hrací plochu k tréninkům také ligoví fotbalisté Liberce či Jablonce. Liberec zde v létě 2012 sehrál i přípravné mezistátní utkání s Nitrou (3:2).